# 山名村
山名村（やまなむら）は、愛知県丹羽郡にかつてあった村。
現在の扶桑町北部（小淵・南山名・山那）にあたる。

## 歴史
- 1872年（明治8年）3月1日 - 岩手村と北山名村が合併し、山那村となる。
- 1889年（明治22年）10月1日 - 山那村と南山名村が合併。山名村発足。
- 1906年（明治39年）10月1日 - 豊国村、高雄村の一部、柏森村の一部と合併し、扶桑村発足。同日山名村は廃止。

## 寺社
- 佛光山東漸寺（東寺、東禅寺、東禅庵） - 妙心寺派[1]
- 金毛山龍泉寺（西寺） - 妙心寺派[2]
- 大興山悟渓寺（悟渓屋敷） - 国師悟渓禅師（悟渓宗頓、妙心寺住職）の生誕地。妙心寺派[3]
- 多福山顕宝寺 - 妙心寺派
- 開覚寺 - 天台寺門宗
- 山那神社（南山名）
- 山那神社（山那）